# Jean-Ernest Ramez
Jean-Ernest Hippolyte Ramez (ur. 15 maja 1932 w Prisches, zm. 17 listopada 2020 w Échirolles) – francuski szablista, dwukrotny medalista mistrzostw świata.
Podczas mistrzostw świata w Paryżu w 1965 roku Francuzi w składzie: Claude Arabo, Robert Fraisse, Jacques Lefèvre, Marcel Parent i Jean-Ernest Ramez zdobyli drużynowo brązowy medal. Wynik ten Francuzi z Ramezem w składzie powtórzyli na mistrzostwach świata w Montrealu dwa lata później.
Na igrzyskach olimpijskich w Tokio w 1964 roku zajął czwarte miejsce w turnieju drużynowym. Brał też udział w igrzyskach olimpijskich w Meksyku w 1968 roku, gdzie drużynowo ponownie był czwarty.
Ponadto na igrzyskach śródziemnomorskich w Beirucie (1959) zdobył złoty medal drużynowo i indywidualnie, a na igrzyskach śródziemnomorskich w Neapolu (1963) w turnieju indywidualnym był drugi.